# The Impressions Jazz Quintet
The Impressions Jazz Quintet — український джазовий гурт, заснований у 2020 році українськими джазовими музикантами в Києві.

## Історія
Джазовий квінтет "Impressions" заснували відомі українські музиканти, що поставили перед собою мету популяризувати світову музичну культуру в Україні, українську — у світі. У репертуарі цього музичного проєкту — найвідоміші американські джазові стандарти українською та польською мовами в авторських аранжуваннях учасників проєкту Денніса Аду (труба) та Олександра Малишева (фортепіано). Це, зокрема, такі відомі пісні, як «Cheek to Cheek» ("Ніби в небі"), "Blue Skies" ("Навесні"), а також "Cry Me a River" ("Сльози рікою") у перекладі співака та культурного менеджера Юрія Гнатковського.
"Львівський Френк Сінатра" — так неформально називають соліста проєкту "Impressions" всі, хто чув голос Павла Ільницького, – одного з найвідоміших джазових співаків України. Денніс Аду — один із найяскравіших джаз-лідерів і найвідоміший джазовий трубач України. На контрабасі та бас гітарі грає один із найвидатніших українських джазменів Микола Кістеньов, який співпрацює з низкою відомих виконавців, зокрема у складі гуртів "Pianoбой" та "Urban Gypsy". За фортепіано - один з найбільш віртуозних та творчих джазових піаністів України Олександр Малишев. За барабанами та перкусією Ярослав Борис – один із найперспективніших барабанщиків України, який неодноразово співпрацював з такими зірковими проєктами, як Гайтана, Ірина Білик, а також Інґрід Артур.
Під час повномасштабного вторгнення проєкт «Impressions» не залишається осторонь. Своєю творчістю музиканти хочуть підтримати Збройні Сили України, а також інші ініціативи, покликані допомагати постраждалим людям.

## Альбоми

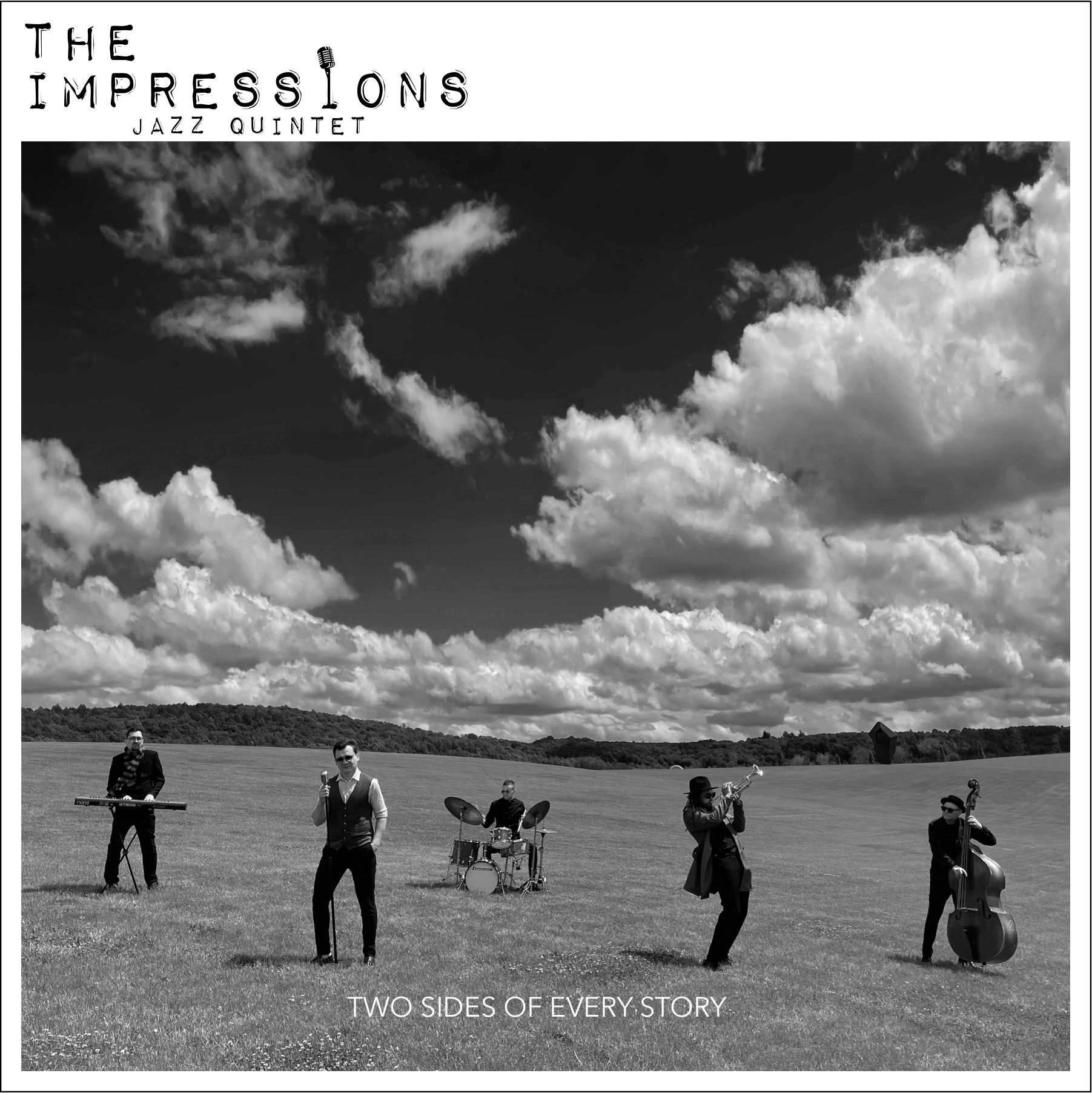
Обкладинка "Two Sides Of Every Story" 2022

"Two Sides Of Every Story" — це дебютний альбом музичного проєкту “The Impressions Jazz Quintet” на теренах українського музичного світу, виданий у 2022 році. Це історія про те, як хіти світового джазу можуть звучати українською, набуваючи нового сенсу, адже кожна історія має свої дві грані. Альбом містить 12 композицій.  

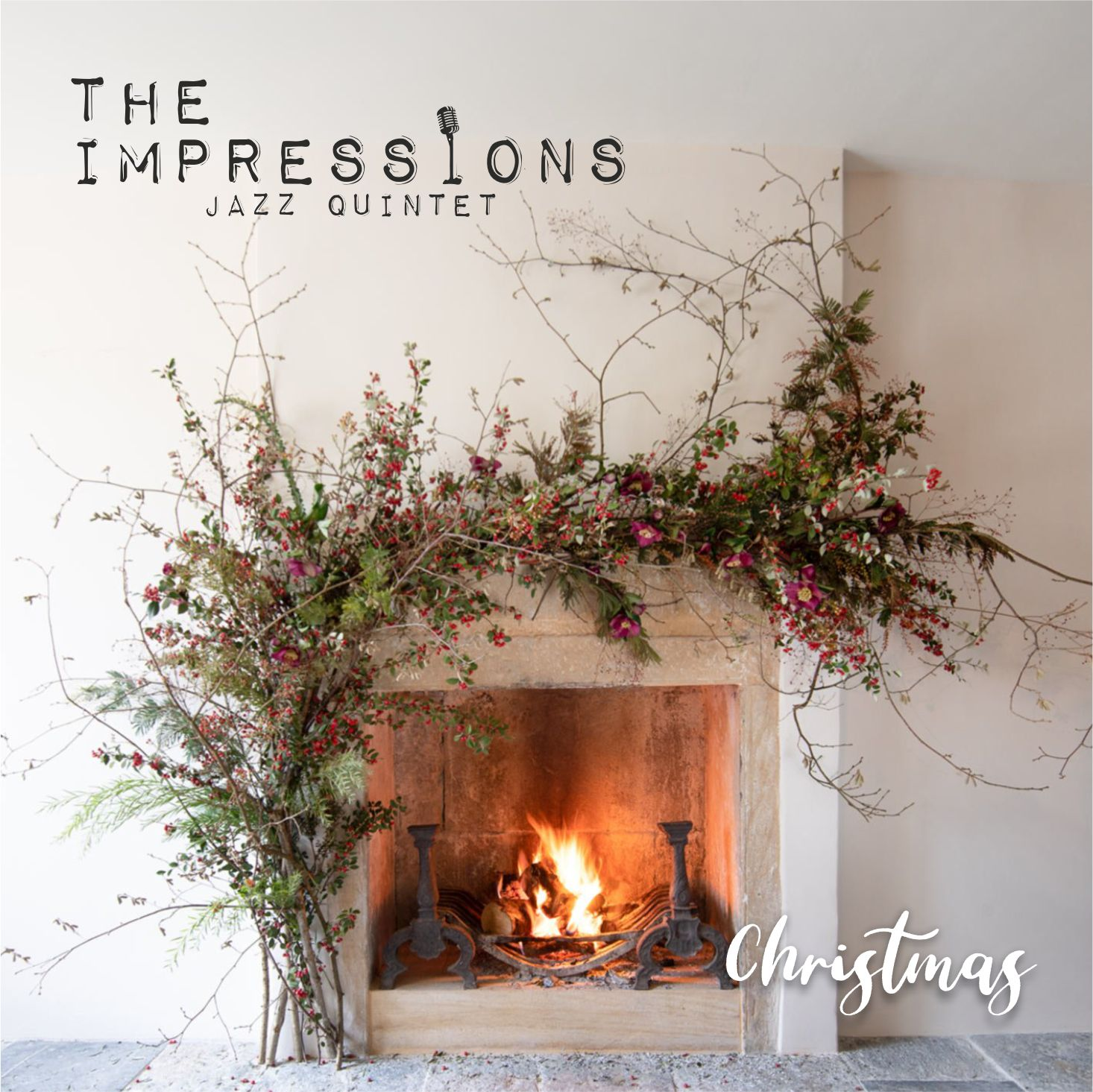
Обкладинка "Christmas" 2023

"Christmas" — другий різдвяний альбом проєкту “The Impressions Jazz Quintet”, виданий у 2023 році. Альбом містить 13 композицій та складається з американських та українських колядок у стилі традиційного американського джазу. Композиції "Небо і земля", "Бог ся рождяє" та "Happy New Year" є авторськими аранжуваннями учасника "Impressions" Денніса Аду.

## Учасники
- Павло Ільницький — вокал;
- Денніс Аду — труба, флюгельгорн;
- Олександр Малишев — фортепіано;
- Микола Кістенов — бас-гітара, контрабас;
- Ярослав Борис — ударні, перкусія.

## Дискографія
- 2022 — Two Sides Of Every Story
- 2023 — Christmas

## Кліпи
| Рік  | Назва пісні           | Режисер      |
| ---- | --------------------- | ------------ |
| 2022 | Відлуння твоїх кроків | Андрій Тихий |